# LAN Argentina
LAN Argentina – nieistniejąca argentyńska linia lotnicza, z siedzibą w Buenos Aires. Głównym węzłem był port lotniczy Buenos Aires-Ezeiza. Powstała w 2005, 4 maja 2016 zawiesiła prowadzenie działalności.